# NGC 5125
NGC 5125 (również PGC 46827 lub UGC 8421) – galaktyka spiralna (Sb), znajdująca się w gwiazdozbiorze Panny. Odkrył ją John Herschel 18 stycznia 1828 roku. Jest to galaktyka z aktywnym jądrem typu LINER.
W galaktyce tej zaobserwowano supernową SN 1997co.